# Jehósuá Feigenbaum
Jehósuá Feigenbaum (héberül: יהושע פייגנבוים; Jaffa, 1947. december 5. –)  izraeli válogatott labdarúgó, edző.

## Pályafutása

### Klubcsapatban
1964 és 1969 között a Hapóél Tel-Aviv játékosa volt. Összesen 440 mérkőzésen lépett pályára és 131 gólt szerzett. A Hapóél színeiben kétszer nyerte meg az izraeli bajnokságot.

### A válogatottban
1966 és 1977 között 50 alkalommal szerepelt az izraeli válogatottban és 24 gólt szerzett. Részt vett az 1968. évi nyári olimpiai játékokon és az 1970-es világbajnokságon.

## Sikerei

### Játékosként
Hapóél Tel-Aviv
- Izraeli bajnok (2): 1965–66, 1968–69
- Izraeli kupa (1): 1971–72
- Ázsiai klubbajnokság (1): 1967